# Destination Thy 2013
La 1re édition de Destination Thy a eu lieu le 28 avril 2013. Elle a été remportée par l'Espagnol Constantino Zaballa.

## Classement final
Constantino Zaballa remporte la course en parcourant les 180 kilomètres en 4 h 26 min 20 s à la vitesse moyenne de 40,551 km/h.